# ニコニコミュージカル
ニコニコミュージカルとは、ドワンゴが主催する、ニコニコ動画関連のミュージカルである。略称はニコミュ。

## 概要
『ミュージカル・テニスの王子様』をはじめ漫画・アニメ作品関連ミュージカルを数多く手掛け、2010年にドワンゴに移籍し執行役員に就任した片岡義朗がエグゼクティブプロデューサーを務める。ニコニコミュージカルは、劇場の容量に制約されない収益の確保を狙い、ドワンゴの子会社ニワンゴが運営するニコニコ動画のインターネット放送ニコニコ生放送での有料放送を同時配信している。通常の劇場のチケットは「リアルチケット」、インターネット放送視聴のチケットは「ネットチケット」呼ばれる。インターネット放送では他のニコニコ動画の動画と同様、画面上に視聴者同士のコメントを表示でき、劇場には無い付加価値も持たせている。
2010年1月に行われたニコニコ動画のライブイベント「ニコニコ大会議2009 - 2010 ニコニコ動画（9）全国ツアー In 大阪」にて、ミュージカルへの進出が発表され、同年12月に第1回の公演が行われた。

## 公演
クリスマス・キャロル
ディケンズの小説『クリスマス・キャロル』を現代風にアレンジしたミュージカルである。主演はライブドア元社長で俳優初挑戦の堀江貴文。あえて守銭奴から改心するIT企業社長という役に、金権主義の象徴のように見られることの多い堀江を起用するという趣向となっている。
なお、このミュージカルは2018年以降も主催とキャストを変えて上演されており、2019年からは堀江貴文プロデュース公演となり、食事をしながら楽しめる新たな形態のミュージカルとして毎年上演されている。
- 日程：2010年12月22日 - 12月26日
- 会場：博品館劇場
- 脚本/演出/音楽/写真：湯澤幸一郎
- 出演者：堀江貴文（スクルージ（現代）） / 安田美沙子（ケイト（スクルージの別れた恋人）） / 宮下雄也（RUN&GUN）（スクルージ（青年時代）） / 小池亮介（スクルージ（少年時代）,他） / 湯澤幸一郎（大天使ミカエル） / 新谷真弓（天使ガブリエル,他） / ロア健治（マッケンジー） / 藤原祐規（ロバート（スクルージの甥）） / YOH（トニー・ベイカー） / 別紙慶一（マーク・ミラー,他） / 松永一哉（天使ウリエル,他） / 三森すずこ（パティ（スクルージの孫）） / 小野瑛世（ベティ（スクルージの娘）,他） / 寺田有希（天使ラファエル,他） / 尾崎桃子（キモコ,他）

ニコニコ東方見聞録
ニコニコ動画そのものをモチーフとした作品で、ニコニコ動画で人気の動画投稿者をそのままの役名で起用し、ニコニコ動画の内輪ネタをふんだんに取り込んでいる。
- 日程：2011年1月7日 - 1月12日
- 会場：全労済ホールスペース・ゼロ
- 原案：ニコニコ普及委員会
- 脚本/演出：石沢克宜
- 音楽：トラボルタ
- 出演者：ぽこた / 蛇足 / 野宮あゆみ / やまだん / 百花繚乱 / 人見早苗 / 森戸宏明(動物電気) / 寺門文人 / AD笠原 / らー / 伊藤翼 / 野見山修 / 栗栖パトラ / 下園愛弓 / コンコン / 齋藤明里

ニコニコニーコ
主演を務める声優ニーコの半生をベースにしたファンタジックな内容の作品。出演者の多くをニーコが主演を務めたテレビアニメ「家庭教師ヒットマンREBORN!」のレギュラー声優でかためている。
- 日程：2011年3月17日 - 3月27日
- 会場：シアターグリーン　BIG TREE THEATER
- 脚本/演出/音楽：湯澤幸一郎
- 出演：ニーコ / 稲村優奈 / 吉田仁美 / 國分優香里 / 明坂聡美 / チャン・リーメイ / 寺崎裕香 / 大谷美貴 / 庄子裕衣 / 國立幸 / 宮原理子

舞台劇「ココロ」
トラボルタが鏡音リンを用いてニコニコ動画で発表した、心を持ったロボットについて歌った曲「ココロ」を原作とした作品。ニコニコミュージカル以前にも同じ脚本家の下で舞台化されており、本公演が3度目の舞台化となる。
- 日程：2011年4月29日 - 5月8日
- 会場：THEATRE1010
- 原作：ココロ（作詞/作曲・トラボルタ）
- 脚本/演出：石沢克宜
- 音楽：トラボルタ
- 出演：秦みずほ（リン1号機） / 小松美咲（リン2号機） / 仲村瑠璃亜 / 酒井治美 / 中川美樹 / 寺門文人（天本） / 中島徹/ 大高邦広 / 鷲見亮 / 篠谷聖 / 池田純矢 / 米山雄太 / 高橋優太 / 百花繚乱 / AD笠原 / 森戸宏明

DEAR BOYS -Double Revenge-
八神ひろきのバスケットボール漫画『DEAR BOYS』を原作とした作品。ニコニコミュージカル以前にもミュージカル化されており、本公演が3度目のミュージカルとなる。
- 日程：2011年4月30日 - 5月8日
- 会場：THEATRE1010
- 原作：宇治川まさなり
- 演出：石沢克宜
- 脚本：三井秀樹
- 音楽：坂部剛
- 出演：植野堀まこと（哀川和彦） / 小笠原健（藤原拓弥） / 田中稔彦（三浦蘭丸） / 山谷光博（石井努） / 別紙慶一（土橋健二） / 阿部直生（高階トウヤ） / 岡田亮輔（保科唯人） / 小島将士（薬師丸元） / 兼松若人（藤沢守） / 中島康太（角松聡） / 河原田巧也（草野勝巳） / 夛留見啓助（梅田五郎） / 中山優貴（森山敦司） / 六本木康弘（岸本忍） / 山本哲平（武内純一） / 尾門和也（児嶋章男） / 安里勇哉（玉置直也） / 寺崎裕香（杏崎沙斗未） / 森渉（審判） / 鯨井康介（五十嵐修） / 湯澤幸一郎 （飯嶋優作、下條薫）

カンタレラ
黒うさPがKAITOを用いてニコニコ動画で発表した曲「カンタレラ」を原案とした作品。同じくニコニコ動画の人気曲である作詞orange、作曲Dios/シグナルPの「サンドリヨン」、オワタPの「パラジクロロベンゼン」も原作協力として取り入れられる。ミュージカルを元にノベライズ（エンターブレイン、B's-LOG文庫「カンタレラ〜禁断ノ愛ハ毒トナル〜」）やコミカライズ（エンターブレイン、コミックビーズログ エアレイド連載「カンタレラ〜禁断ノ愛ト毒ノ果テ〜」）もされた。
- 日程：2011年8月3日 - 8月7日
- 会場：全労済ホールスペース・ゼロ
- 演出/振付：上島雪夫
- 原案：カンタレラ（作詞/作曲・黒うさP）
- 原案協力：サンドリヨン（作詞：orange・作曲：Dios/シグナルP）、パラジクロロベンゼン（作詞/作曲・オワタP）
- 脚本：大石 薫夏、三井 秀樹
- 出演：兼崎健太郎（チェーザレ・ボルジア） / 弟の姉（ルクレツィア・ボルジア） / 少年T（Tomohisa） (ホアン・ボルジア)/ koma'n（カプリ） / 郷本直也（フェルナンド） / ヨウスケ・クロフォード(サヴォナローラ) / 兼松若人(ミゲル) / AD笠原（ピエロ・デ・メディチ） / 海斗 / コンコン / 水谷誠司、上島雪夫(ロドリゴ・ボルジア) / 太田在（クラウディア、ヴァンノッツァ） / 渡辺大輔(ジョヴァンニ・デ・メディチ)

源氏物語
- 日程：2011年11月16日 - 11月23日
- 会場：全労済ホールスペース・ゼロ
- 演出：湯澤幸一郎
- 脚本：喜安浩平
- 出演：ぽこた（光源氏） / 富田麻帆（紫の上） / 大河元気（弘徽殿女御/惟乙） / Kimeru（明石の姫君/山霧） / 広瀬友祐（藤原氏） / 髙木俊（頭の中将/伊吹） / 平田裕一郎（朧月夜/望々） / 川隅美慎（末摘花/吉々） / 寺田有希（葵の上） / 大浦育子（桐壺／藤壺） / 小松美咲（夕顔） / 尾崎桃子（朱雀帝） / 冨士枝千夏（六条御息所） / 大谷咲子（空蝉） / 新谷真弓（奥ノ瀬／桐壺帝） / 湯澤幸一郎（紫式部）

カンタレラ2012～裏切りの毒薬～
- 日程：2012年3月7日 - 3月13日
- 会場：博品館劇場
- 演出/振付：上島雪夫
- 原案：カンタレラ（作詞/作曲・黒うさP）
- 原案協力：サンドリヨン（作詞：orange・作曲：Dios/シグナルP）、パラジクロロベンゼン（作詞/作曲・オワタP）
- 脚本：大石薫夏
- 出演：兼崎健太郎（チェーザレ・ボルジア） / 郷本直也（サヴォナローラ） / 齋藤ヤスカ（フェルナンド3世） / 小野田龍之介（ホァン・ボルジア） / 野田和佳子（ルクレツィア・ボルジア） / 彩夏涼（クラウディア／ヴァノッツァ） / 兼松若人（ミゲル（チェーザレの部下）） / 吉岡麻由子（ローザ（ルクレツィアの従者）） / 上島雪夫（ロドリゴ・ボルジアAキャスト） / 別紙慶一（ロドリゴ・ボルジアBキャスト） / やすし・橋本由希子（ダンサー） / 渡辺大輔（ジョヴァンニ・デ・メディチ）

5(ファイブ)王子とさすらいの花嫁～ニコニコ・ニーコdue～
- 日程：2012年9月1日 - 9月9日
- 会場：全労済ホールスペース・ゼロ
- 脚本/演出/美術/音楽：湯澤幸一郎
- 出演：ニーコ / 森久保祥太郎 / 高橋広樹 / Kimeru / 井上優 / 伊勢大貴 / 稲村優奈 / 吉田仁美 / 國立幸 / 寺崎裕香

音楽劇 千本桜
- 日程：2013年3月13日 - 3月24日（3月21日を除く）
- 会場：銀座博品館劇場
- 脚本：三井秀樹
- 演出：茅野イサム
- 美術：中川香純
- 音楽：坂部剛
- 原作：『千本桜』 黒うさP/一斗まる
- 出演：加藤和樹（靑音海斗） / 石田晴香（AKB48）（初音未來） / 富田麻帆（巡音流歌） / 市川美織（AKB48）（鏡音鈴） / 鳥越裕貴（鏡音錬） / 高崎翔太（吉田稔麿） / 長谷川愛（朱音鳴子） / 岸祐二（鬼龍院曾良）

## 派生公演
OSK日本歌劇団が「カンタレラ2016～愛と裏切りの毒薬～」を上演。
- 日程：大阪…2016年1月30日 - 2月7日　東京…2月18日 - 2月21日
- 会場：大阪…ナレッジシアター　東京…銀座博品館劇場
- 劇作/脚本：大石薫夏
- 演出/振付：上島雪夫
- 主催/製作：株式会社 OSK日本歌劇団
- 協力：株式会社MAGES.
- スーパーバイザー：片岡義朗 / 古林浩一
- 出演：桐生麻耶（チェーザレ・ボルジア） / 真麻里都（サヴォナローラ） / 悠浦あやと（ホァン・ボルジア） / 楊琳（フェルナンド3世） / 愛瀬光（ジョヴァンニ・デ・メディチ） / 舞美りら（ルクレツィア・ボルジア） /  香月蓮（ロドリゴ・ボルジア）  / 城月れい（クラウディア／ヴァノッツァ） / 麗羅リコ（ダンサー） / 千咲えみ（ローザ（ルクレツィアの従者）） / 栞さな（ダンサー） / りつき杏都（ミゲル（チェーザレの部下））